# الرويضات (الخابورة)
الرويضات منطقة سكنية تقع في ولاية الخابورة، التابعة لمحافظة شمال الباطنة في سلطنة عمان. يقدر عدد سكانها بـ 148 نسمة حسب إحصاء عام 2010 التابع للمركز الوطني للإحصاء والمعلومات الحكومي. رمز المنطقة هو 60530183.

## الوصلات الخارجية
- المركز الوطني للإحصاء والمعلومات، سلطنة عمان